# HSC-2
2ème Escadron d'hélicoptères de combat maritime
Le Helicopter Sea Combat Squadron 2 ou (HELSEACOMBATRON 2 ou HSC-2), anciennement Helicopter Combat Support Squadron 2 (HC-2) et aussi connu sous le nom de "Fleet Angels" est un escadron d'hélicoptères de l'US Navy. Basé à la Naval Air Station Norfolk, en Virginie, exploitant le SH-6 Seahawk, c'est un Fleet Replacement Squadron (FRS) pour la côte américaine.

## Historique

### HC-2

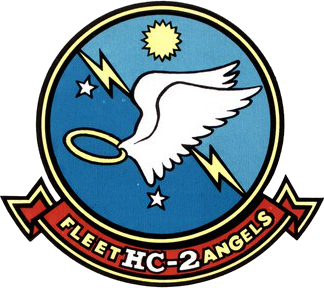
Insigne du HC-2

Le HSC-2 a été créé en tant HC-2 le 1er avril 1987 d'éléments de plusieurs escadrons d'hélicoptères de la flotte de l'Atlantique aux commandes du VH-3A Sea King et du CH-53E Super Stallion. L'escadron s'appelait à l'origine Circuit Riders, mais en 1994, il adopta le nom de Fleet Angels du premier HC-2 qui avait été créé sous le nom de HU-2 le 1er avril 1948 et dissout le 30 septembre 1977. Le HC-2 a fourni des détachements dans le golfe Persique, en 1990 et 1991, à l'appui des opérations Desert Shield et Desert Storm

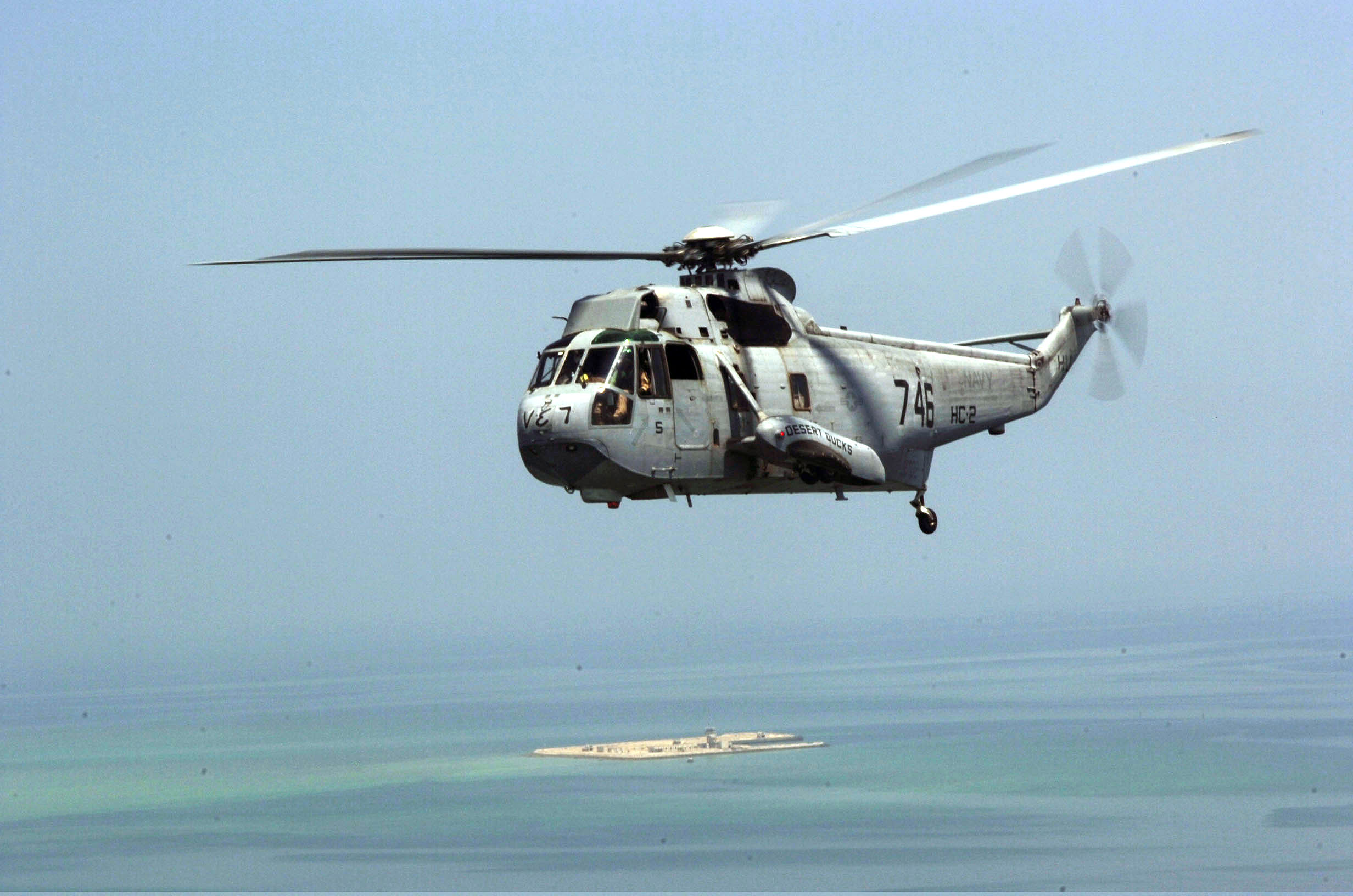
UH-3H Sea King du HC-2 en 2005

Une assistance civile a été rendue à la suite de ouragan Dennis et ouragan Floyd au cours desquels deux membres de l'escadron se virent décerner la Navy and Marine Corps Medal pour leur héroïsme dans le sauvetage de personnes bloquées en Caroline du Nord. Les citations d'unité reçues au fil des ans ont inclus à la fois un Battle Efficiency Award (en) et une Meritorious Unit Commendation ainsi que le Chief of Naval Operations Aviation Safety Award (en) en l'honneur de plus de 60.000 heures de vol sans accident.

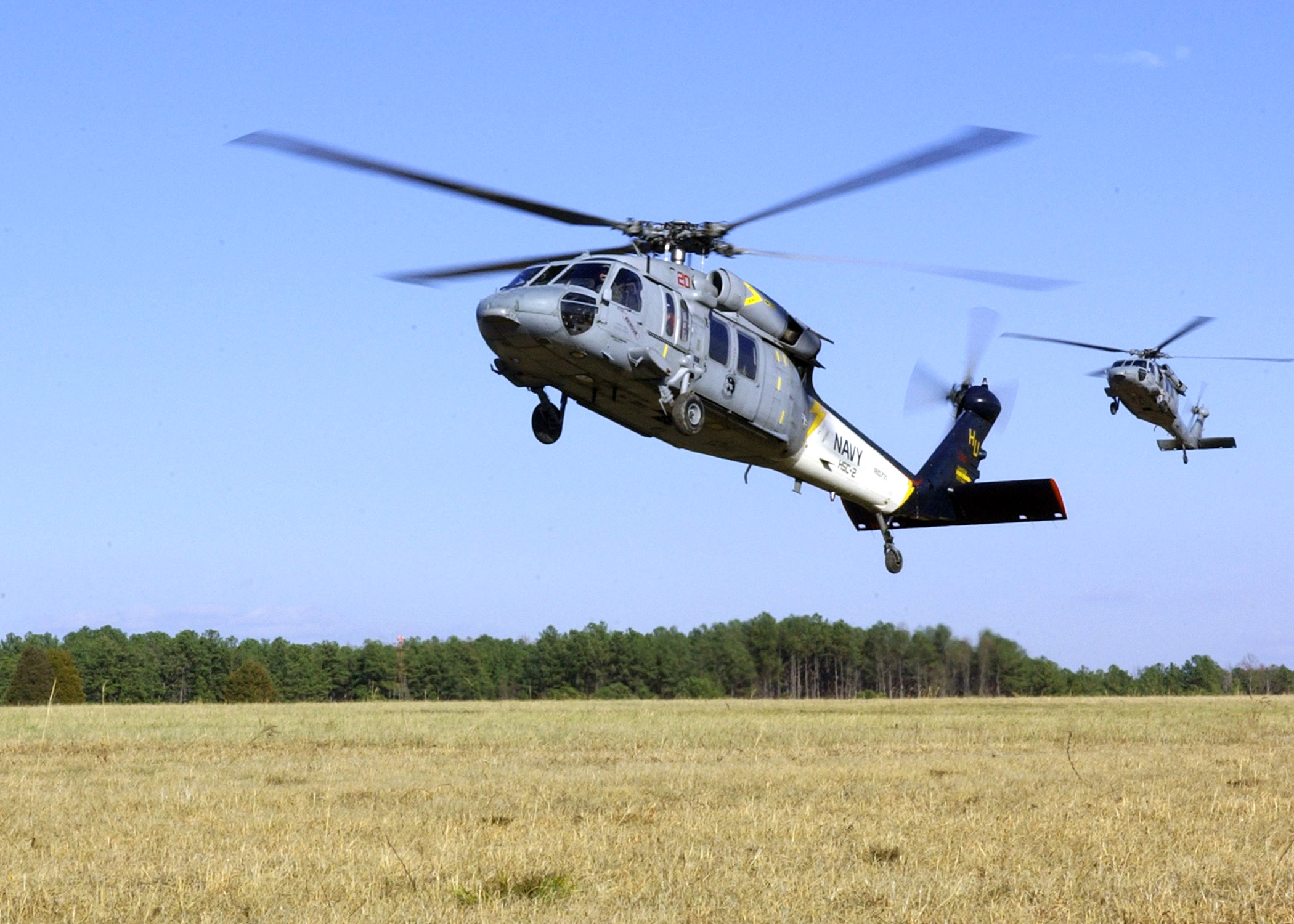
MH-60S Seahawk du HSC-2 en 2007

En 1997, le HC-2 a assumé le rôle de FRS en plus de ses autres missions lorsque le HS-1 (Seahorses) a été supprimé en juin comme FRS.

### HSC-2
Le vénérable H-3 a finalement été retiré du service et remplacé par le HC-2 le 1er janvier 2006 et renommé HSC-2 avec le nouvel hélicoptère de soutien au combat polyvalent de la Marine, le MH-60S Seahawket est devenu l'escadron de remplacement de la flotte de la côte est avec le MH-60S Knight Hawk.